# Cezary Zamana

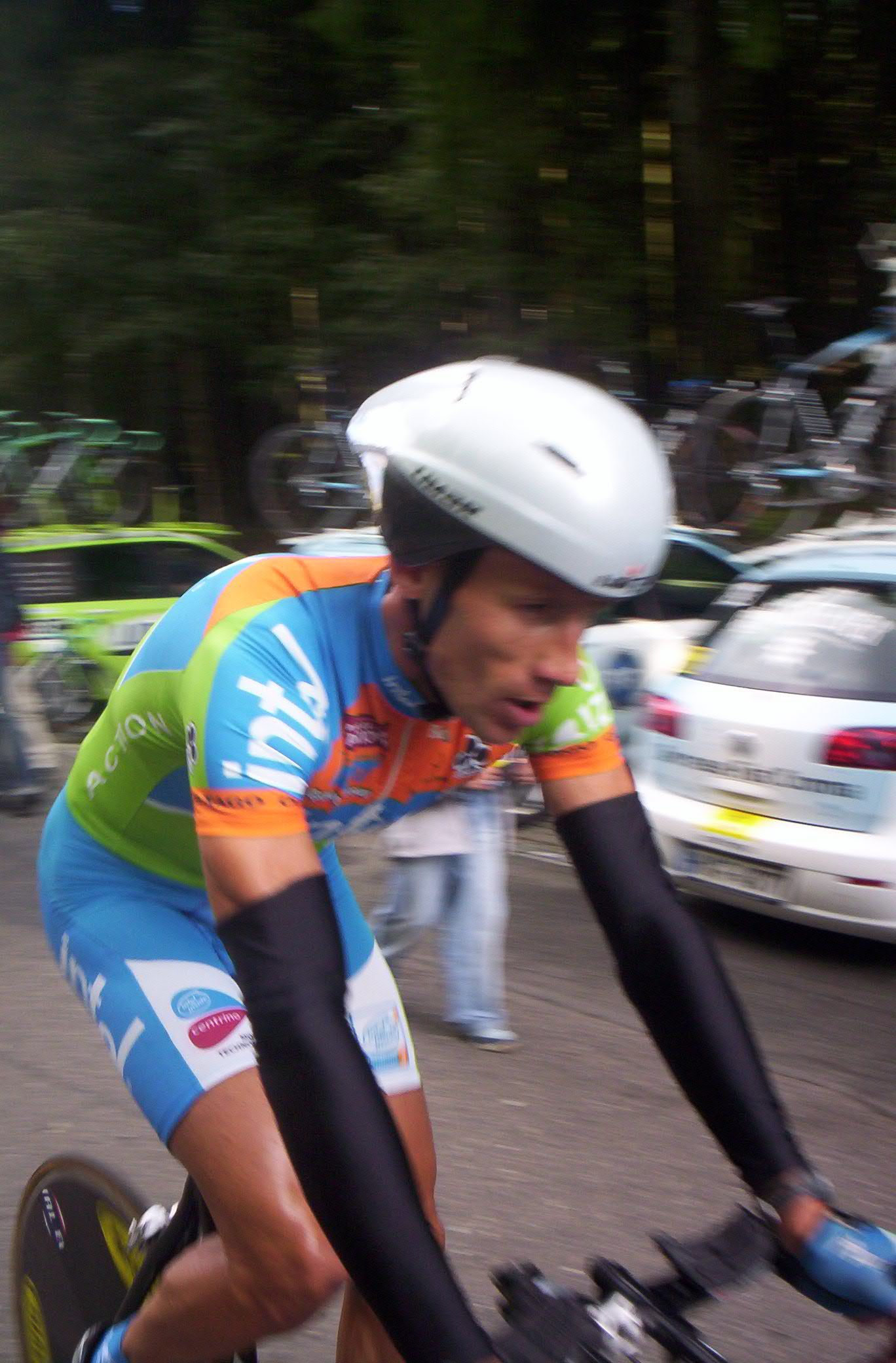
Cezary Zamana po czasówce w Karpaczu na Tour de Pologne 2005

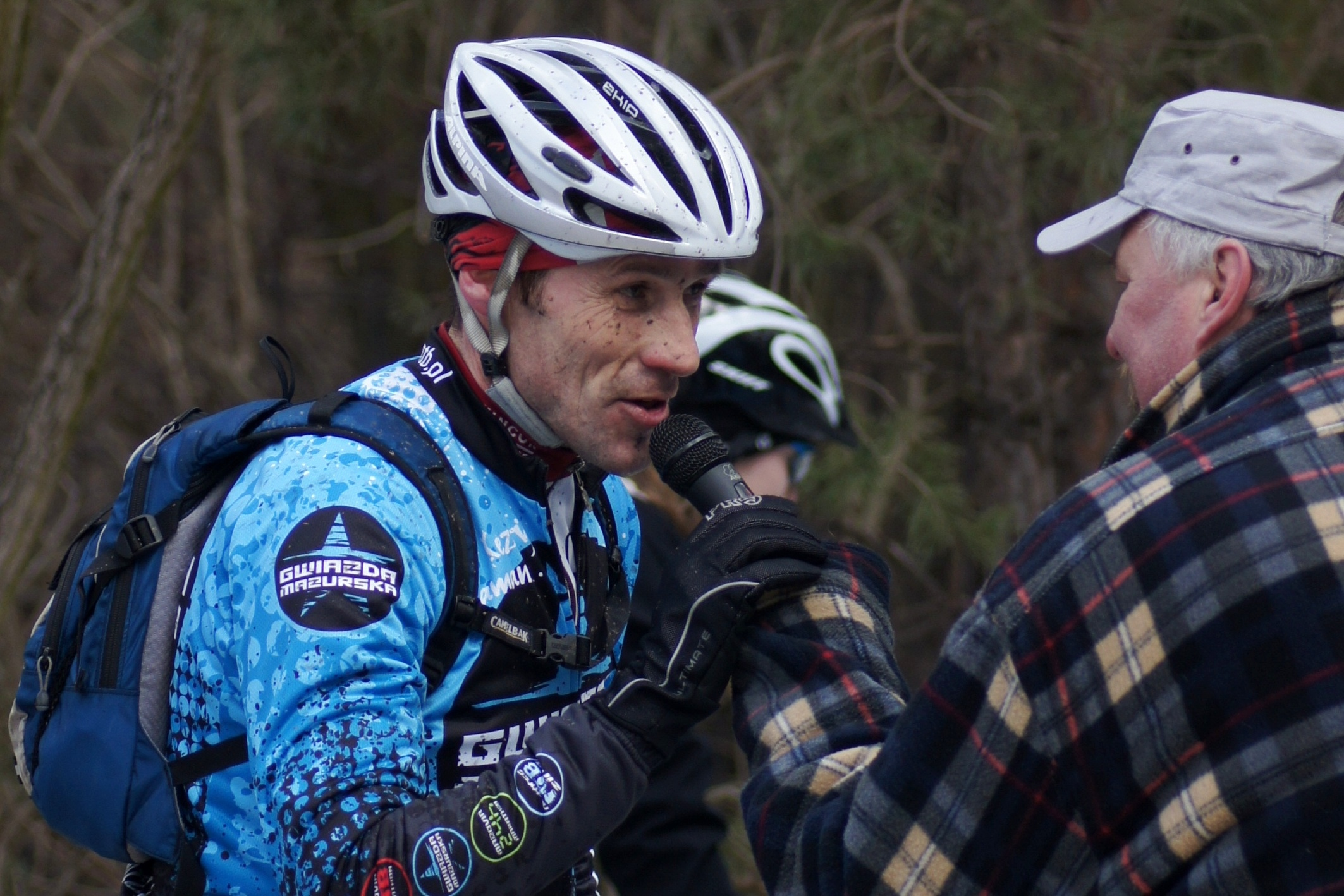
Cezary Zamana po zimowym maratonie MTB w Józefowie

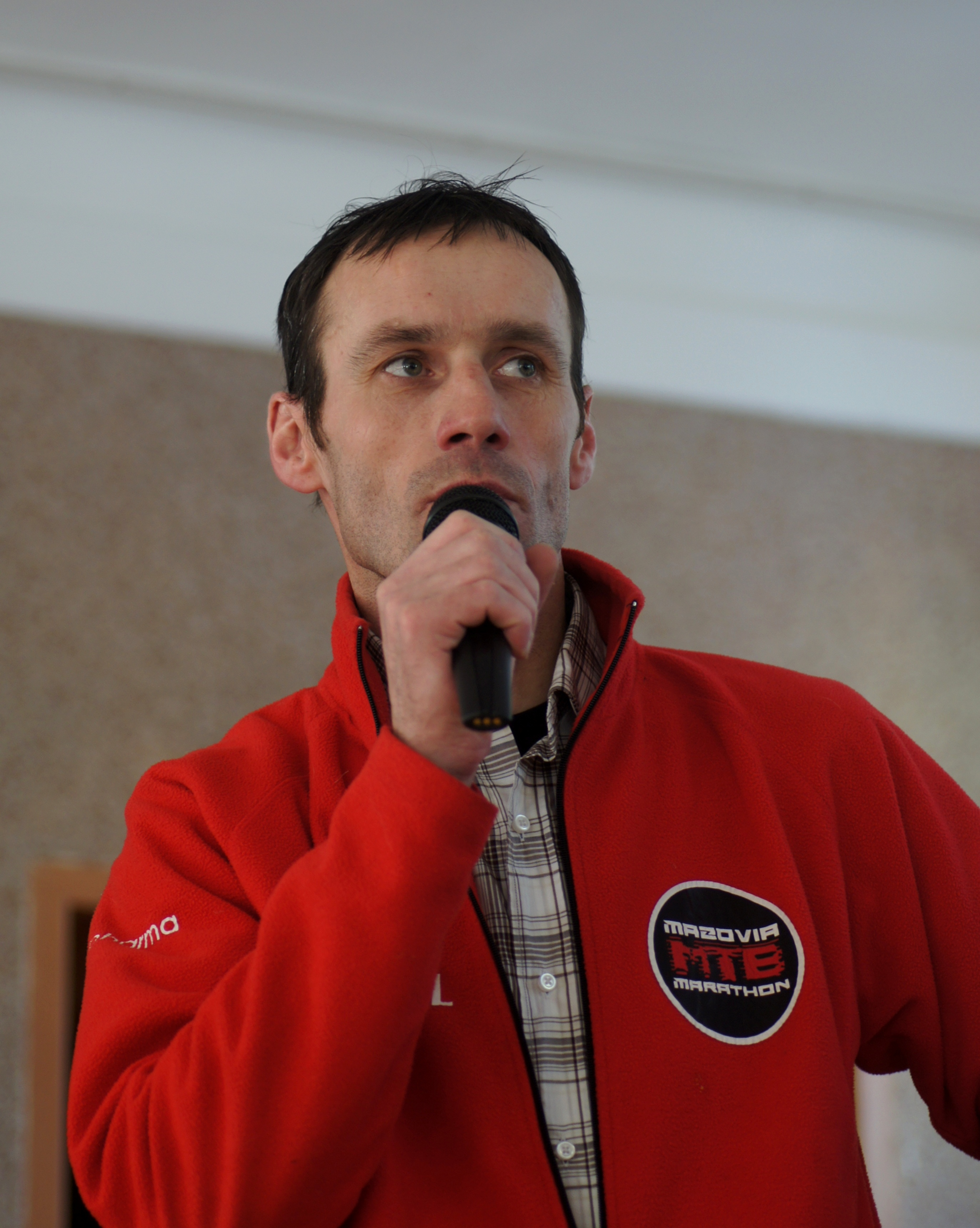
Cezary Zamana jako organizator wyścigów Mazovia MTB Marathon

Cezary Zamana (ur. 14 listopada 1967 w Ełku) – polski kolarz szosowy, reprezentant Polski, Mistrz Polski z 1999 oraz zwycięzca Tour de Pologne z 2003 roku.

## Kariera sportowa

### Zespoły
Karierę sportową rozpoczął w klubie LKS Prim Ełk w 1981 roku. Występował też w Krupińskim Suszec (1989). Był jednym z pierwszych polskich kolarzy, którzy po 1989 zostali zawodnikiem zagranicznych, zawodowych grup kolarskich. W 1990 ścigał się w barwach grupy Ochsner, następnie w Subaru-Montgomery (1990-1993), w której pracował Edward Borysewicz, Kelme (1994), z którą wystartował w Tour de France, Motoroli (1995), w której jeździł m.in. z Lance Armstrongiem. Od 1996 był ponownie zawodnikiem grup polskich, Mróz (1996-1999 i 2003) i Mat-Ceresit-CCC, CCC-Mat, CCC-Polsat (2000-2002), następnie belgijskiej Chocolade Jacques – Wincor Nixdorf (2004) oraz polskiej Intel-Action (2005-2006).

### Sukcesy

#### Mistrzostwa Polski
Był mistrzem Polski (1999) oraz brązowym medalistą mistrzostw Polski w szosowym wyścigu indywidualnym (1998), wicemistrzem Polski w szosowym wyścigu drużynowym na 100 km (1989) i brązowym medalistą mistrzostw Polski w wyścigu parami (1989) z Andrzejem Sypytkowskim.

#### Mistrzostwa świata
Wystąpił w indywidualnym wyścigu szosowym mistrzostw świata amatorów w 1989, ale go nie ukończył, a także 7 razy w indywidualnym wyścigu szosowym mistrzostw świata zawodowców (1992 – 88 m., 1993 – 25 m., 1994 – 32 m., 1996 – nie ukończył, 1997 – 95 m., 2003 – 52 m., 2004 – 52 m.). W 1999 nie wystartował pomimo zgłoszenia.

#### Pozostałe wyścigi
Był zwycięzcą Tour de Pologne w 2003, w 1999 zajął w klasyfikacji końcowej wyścigu 2. miejsce, ale został zdyskwalifikowany za stosowanie środków dopingujących, w 2002 był 6. i zwyciężył w klasyfikacji górskiej, w 2000 i 2004 – 9. miejsce. Wygrywał też etapy w Tour de Pologne – 2 x w 1993, 1 x w 2002, 1 x w 2003. W 1994 wystąpił w Tour de France (100 m. w klasyfikacji końcowej), a w 1993 wygrał etap Criterium du Dauphine Libere. Był też zwycięzcą Commonwealth Bank Classic w 1998, Memoriału Henryka Łasaka (1999, 2002 i 2003), wyścigu Szlakiem Walk Majora Hubala (2000) oraz Małopolskiego Wyścigu Górskiego (2005). Startował także w Wyścigu Pokoju (1989 – 24 m., 2000 – 14 m., 2002 – 29 m., 2003 – nie ukończył, 2006 – nie ukończył)
Po zakończeniu kariery sportowej został organizatorem wyścigów Mazovia MTB Marathon.